# Dagestan oblast

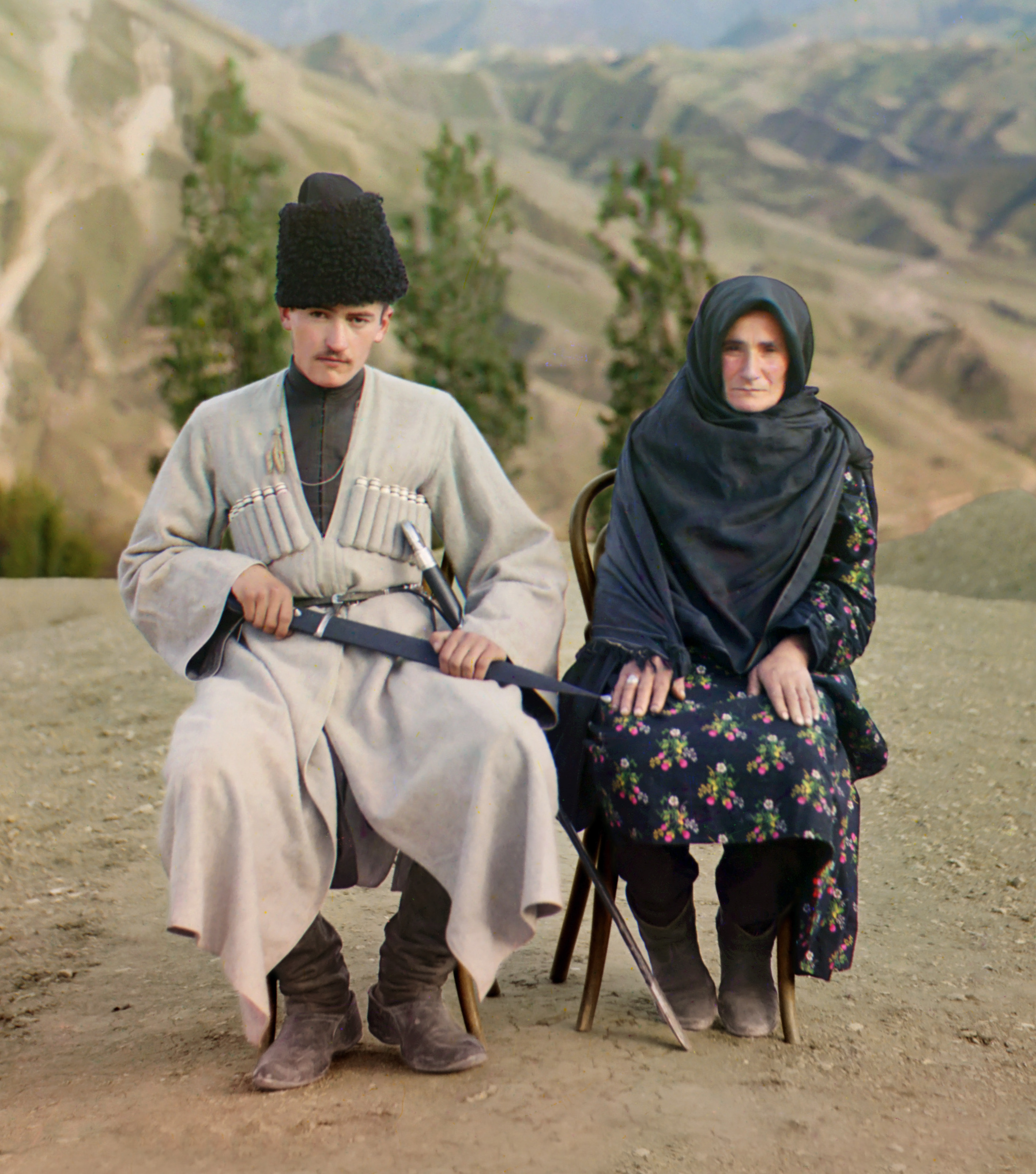
Dagestansk man och kvinna fotograferade 1904 av Sergej Prokudin-Gorskij

Dagestan oblast var en provins (oblast) i ryska generalguvernementet Kaukasus, 1860-1921.

## Geografi
Det låg på bergets norra sluttning ned till Kaspiska havet. Som landskap omfattade Dagestan även norra delen av guvernementet Baku med halvön Absjeron,
medan det som administrativ provins omfattade området nordväst om nämnda guvernement, mellan floderna Sulak och
Jalama, Kaspiska havet och Kaukasus bergskam. Det hade en yta på 29 763
km² och en befolkning på 586 636 invånare (1897).
Det var ett vilt bergland, vattnat av en mängd bergsfloder,
av vilka de mest betydande var Sulak och Samur. Många varma källor fanns. Endast i östra delen fanns mera öppna trakter,
bördiga och väl odlade, där sädesslag, vin, tobak och de ädlaste frukter odlades. Berglandet var däremot öde och ofruktbart.

## Näringsliv
Boskapsskötseln, huvudsakligen
fåravel, var ansenlig. Av mineral förekom svavel i stora mängder på Sulaks stränder, salt och koppar.

## Befolkning
Befolkningen var i hög grad sammansatt. I
bergstrakterna levde flera lezginska stammar
(darginer, kuriner, tabassaraner, kasikumyker,
avarer m. fl.), mest som nomader; den nordöstra sluttningen beboddes av turkiska kumyker och nogajer,
de förra jordbrukare, de senare nomader. Vidare finnas några tusen perser, armenier, judar, ryssar
(omkring 5 000). Alla var muslimer, utom de tre sista grupperna.

## Städer och förvaltning
Viktigare orter var egentligen blott militärstationerna i berglandet. Märkligast var Derbent vid den s. k. Järnporten, ett smalt pass mellan bergen och havet; där började den gamla
Kaukasiska muren. En järnvägslinje av stor vikt,
som förenade den norra kaukasiska linjen, Rostov-Petrovsk, med den transkaukasiska linjen, Batum-
Baku, går längs kusten från Petrovsk genom Järnporten vid Derbent till Baku.
Förvaltningens säte var fästningen Temir-Chan-Sjura, belägen på 460 m höjd i en sumpig, osund trakt, med 9 208 inv. (1897);
viktigaste handelsplatserna var Derbent och Petrovsk,
båda vid Kaspiska havet.

## Historia
Medan Dagestans kustland var en persisk provins, förblev stammarna i bergen fria under egna khaner. Men sedan Ryssland 1801 tagit
Grusien i besittning, måste det söka förvärva även
Dagestan, som skilde Grusien från Ryssland samt försvårade och hotade förbindelsen mellan båda länderna. Farlig blev till slut situationen, då muridismen hade djupa rötter bland Dagestans bergsfolk.
Efter rysk-turkiska kriget
1828-29 ryckte därför ryska trupper in i Dagestan och satte sig 1831-32 i besittning av kustområdet, genom vilket vägen till Grusien ledde. Imam Shamil, som undanträngt den avariska khanfamiljen och i egenskap av muridismens huvudman ställde sig i opposition mot ryssarna,
som gick ännu mer aggressivt till väga mot bergsfolken, och med Imam Shamils fall 1859 blev hela
Dagestan rysk besittning. 

## Källa
Den här artikeln är helt eller delvis baserad på material från Nordisk familjebok, Dagestan, 1904–1926.